# Pawieł Pestel
Pawieł Iwanowicz Pestel (ros. Павел Иванович Пестель; ur. 24 czerwca?/5 lipca 1793 w Moskwie, zm. 13 lipca?/25 lipca 1826 w Petersburgu) – rosyjski wojskowy, jeden z głównych ideologów i przywódców dekabrystów.

## Życiorys
Syn generał-gubernatora Syberii, wyznania protestanckiego. Jego rodzina wywodziła się z Saksonii, do Rosji wyemigrowała w 1751. Ojciec Pawła, Johann, najpierw został urzędnikiem na poczcie, potem dyrektorem, a u szczytu kariery zajął urząd generała-gubernatora. Pestel miał trójkę braci –  Władimira, Michaiła i Aleksandra. Wykształcenie podstawowe odebrał w domu, następnie w latach 1805–1809 uczył się w Dreźnie. W szkole uczył się języków obcych, matematyki, algebry, geometrii, trygonometrii, fizyki, zasad artylerii, budowy fortyfikacji, geografii i historii. Nauka w niemieckiej szkole bardzo wpłynęła na niego - nauczyciele starali się wpoić w nim i w innych rosyjskich uczniach, nienawiść do swojego kraju. Całe życie wyrażał nieskrywaną niechęć do Słowian. 
W 1810 wstąpił do Korpusu Paziów; ukończył go z wyróżniającymi wynikami, w nagrodę jego nazwisko znalazło się na marmurowej tablicy z imionami najlepszych absolwentów, uzyskał również stopień chorążego w Litewskim Pułku Lejbgwardii. Walczył w wojnie francusko-rosyjskiej 1812 roku, wyróżniając się w bitwie pod Borodino, gdzie został ciężko ranny, a następnie otrzymał złotą szpadę za dzielność. Brał następnie udział w bitwach pod Dreznem, Kulm i Lipskiem. W 1821 awansował na pułkownika i został mianowany dowódcą wiackiego pułku piechoty.
Podwładni uważali go za geniusza – kochali, i równocześnie się go bali. Pestel cierpiał na manię wielkości. Odziedziczył po ojcu odwagę i brawurę. Był skłonny do gniewu i wybuchowy, ale jeśli chciał, potrafił maskować swoje uczucia. Żył dla siebie i dla swoich celów - nie uznawał autorytetów, odrzucał chrześcijańskie wartości. Mimo wszystko – ceniono jego intelekt, zdolności organizacyjne. Puszkin pisał o nim:

Mądry człowiek w pełnym tego słowa znaczeniu. To jeden z najbardziej oryginalnych umysłów, jakie znam. (...) Mon coeur est materialiste, mais ma raison s'y refuse (z serca materialista, ale rozum się temu sprzeciwia).

 Należał do przywódców i głównych ideologów ruchu dekabrystów. W Tulczynie, głównej kwaterze 2. Armii rosyjskiej, założył i rozwijał Towarzystwo Południowe. Dzięki jego zdolnościom organizacyjnym funkcjonowało ono znacznie lepiej, niż dekabrystowski Związek Północny działający w Petersburgu. Posługiwał się przy tym metodami masonerii.
Zdemaskowany na skutek donosu swojego podwładnego, kapitana Arkadija Majborody, został aresztowany 13 grudnia 1825 w Tulczynie i przewieziony do Twierdzy Pietropawłowskiej. W śledztwie początkowo nie przyznawał się do winy. Po skazaniu na śmierć napisał do cara Mikołaja I prośbę o łaskę, która została odrzucona. Pestel został stracony przez powieszenie w Twierdzy Pietropawłowskiej razem z czterema innymi pojmanymi przywódcami dekabrystów.

## Program polityczny
Pestel należał do najbardziej radykalnych działaczy dekabrystów, był republikaninem. Swój program polityczny zawarł w traktacie Prawda ruska. Opowiedział się w nim za scentralizowanym systemem władzy wzorowanym na modelu wprowadzonym we Francji przez jakobinów. Uważał, że jedynie scentralizowane państwo będzie miało szansę sprawnego funkcjonowania we współczesnym świecie. Stąd opowiadał się za rusyfikacją narodów zamieszkujących Imperium Rosyjskie i wykluczeniem z kraju tych narodowości, które z pewnością nie będą na nią podatne (Polacy, Żydzi). Odrzucił elementy demokratycznej tradycji ruskich (republika nowogrodzka, Kozacy zaporoscy), jak również nadanie Rosji konstytucji na wzór angielski lub francuski. Za swoją inspirację przyjmował raczej kijowski kodeks Prawda ruska, stąd też pochodził tytuł jego traktatu. Postulował reorganizację wojska rosyjskiego i reformę agrarną opartą na podziale ziemi na publiczną i prywatną przy zagwarantowaniu każdemu obywatelowi działki w ramach ziemi publicznej. Żądał uwłaszczenia chłopów i prawa wyborczego dla wszystkich mężczyzn od 20. roku życia. Władzę ustawodawczą w Rosji miał sprawować Wiec Ludowy, wykonawczą – Duma Państwowa, zaś praworządność ich decyzji miała należeć do kompetencji Soboru Najwyższego, złożonego ze 120 dożywotnio obieranych członków. Rosyjski Kościół Prawosławny miał funkcjonować w kraju bez przeszkód ze strony państwa, jako instytucja integrująca społeczeństwo.
Pestel pragnął wdrażać swój program na drodze walki politycznej, nie ograniczając się wyłącznie do agitacji. Popierał ideę zabójstwa cara, a także wszystkich członków jego rodziny.